# Henry H. Arnold
Henry Harley „Hap” Arnold (ur. 25 czerwca 1886 w Gladwyne w stanie Pensylwania, zm. 15 stycznia 1950 w Sonomie) – amerykański dowódca wojskowy, generał armii, jedyny oficer awansowany na ten najwyższy stopień zarówno w US Army, jak i w US Air Force.
Nauczywszy się sztuki pilotażu od braci Wright, Arnold został jednym z pierwszych lotników wojskowych na świecie, a jednocześnie drugim zarejestrowanym pilotem w historii USAF. Udało mu się opanować strach przed lataniem, którego nabawił się w szkółce braci Wright, brał czynny udział w rozwoju amerykańskiego lotnictwa podczas I wojny światowej i został protegowanym gen. Billy’ego Mitchella, co niemal doprowadziło do zakończenia jego lotniczej kariery.
Arnold optował za utworzeniem niezależnych Sił Lotniczych, walcząc z nierozumiejącymi problemu dowódcami US Army i US Navy. W roku 1941, tuż przed wejściem Stanów Zjednoczonych do wojny został dowódcą United States Army Air Forces kierując przekształcaniem ich w największe i najpotężniejsze siły lotnicze świata. Wspierając prace badawczo-rozwojowe Arnold myślał o budowie bombowca międzykontynentalnego, samolotu odrzutowego, wysoce efektywnego, precyzyjnego radaru i broni nuklearnej w przyszłości.

## Młodość i początki kariery
Urodzony w Gladwyne w stanie Pensylwania był synem lekarza, członkiem znanej rodziny polityków i wojskowych. Nominalnie należał do Kościoła baptystów, ale przez rodzinę ojca miał związki z Kościołem anglikańskim. W roku 1903 ukończył szkołę średnią i złożył podanie o przyjęcie do West Point. Umieszczony na liście rezerwowej dostał się do szkoły tylko dlatego, że już przyjęty kadet przyznał się, że jest żonaty, co w tamtych czasach było niedopuszczalne.
Po ukończeniu United States Military Academy Arnold chciał wstąpić do kawalerii, ale jego 66. lokata zadecydowała, że 14 czerwca 1907 roku został pasowany na ppor. piechoty. Chciał przeciw temu zaprotestować, ale wytłumaczono mu, że dla rocznika 1907 nie ma zapotrzebowania na kawalerzystów. Otrzymał przydział do 29. pp US Army stacjonującego na Filipinach.
Znalazłszy się na miejscu Arnold, który nie chciał służyć w piechocie, zgłosił się na ochotnika do kpt. Arthura Cowana z Korpusu Łączności, pod okiem którego brał udział w kartowaniu wyspy Luzon. W styczniu 1909 roku Cowan wrócił do Stanów Zjednoczonych, by zostać szefem powstającego właśnie Oddziału Aeronautycznego Korpusu (ang. Aeronautical Division, U.S. Signal Corps); miał tam zaciągnąć dwóch oficerów młodszych celem przeszkolenia ich jako pilotów. Cowan napisał do Arnolda, który w odpowiedzi wysłał telegram wyrażając zainteresowanie transferem do Korpusu Łączności, ale przez dwa lata nie doczekał się żadnej decyzji przełożonych. W czerwcu 1909 roku 29. pp został przeniesiony do Fortu Jay w stanie Nowy Jork. W roku 1911 Arnold poprosił o przeniesienie do Wydziału Uzbrojenia Kwatermistrzostwa Armii, bowiem wiązał się z tym natychmiastowy awans na porucznika. Gdy oczekiwał na wyniki egzaminu, jaki musiał zdać ubiegając się o nominację, dowiedział się, że jego zainteresowanie lotnictwem nie zostało zapomniane.

### Pionier lotnictwa wojskowego
Arnold natychmiast wysłał list z prośbą o przeniesienie do Korpusu Łączności i 21 kwietnia 1911 roku otrzymał Rozkaz Specjalny Nr. 95, kierujący jego i ppor. Thomasa Millinga z 15. pkaw do Dayton w stanie Ohio na kurs pilotażu w szkole lotniczej braci Wright. Po rozpoczęciu kursu 3 maja Arnold odbył swój pierwszy samodzielny lot 13 maja, po trzech godzinach i czterdziestu ośmiu minutach lotów z instruktorem (Milling odbył swój samodzielny lot 8 maja, po zaledwie dwóch godzinach lekcji). W czerwcu obaj z Millingiem ukończyli cały kurs.
Arnold w dniu 6 lipca tegoż roku otrzymał certyfikat Fédération Aéronautique Internationale (FAI) nr. 29, a także Military Aviator Certificate nr. 2 w rok później. 27 maja 1913 roku, rozkazem nr 39, został – jako jeden z 24 oficerów – uprawniony do noszenia nowo ustanowionej odznaki lotniczej.
Arnold i Milling zostali teraz skierowani do Oddziału Aeronautycznego Korpusu Łączności w College Park (Maryland) jako pierwsi w armii instruktorzy pilotażu. Tam Arnold pobił rekord wysokości lotu osiągając 7 lipca 1087 m, a następnie dwukrotnie go poprawiając (18 sierpnia 1389 m i 1 czerwca 1912 roku 2180 m). W sierpniu miał swój pierwszy wypadek, rozbijając samolot przy próbie startu z ornego pola. We wrześniu, jako pierwszy pilot amerykański, przewiózł worek z listami na odcinku 8 km na Long Island w pobliżu Nowego Jorku.
W czerwcu 1912 roku Arnold przyjął do testowania pierwszy samolot Armii zaopatrzony w silnik i śmigło z przodu maszyny, ale pierwsza próba wypadła niepomyślnie – samolot podczas próby startu wpadł do zatoki, nad którą leży Plymouth w stanie Massachusetts. Arnold zaczął odczuwać coraz większy strach przed lataniem, do czego przyczynił się wypadek śmiertelny, jakiemu uległ 12 czerwca jego instruktor w szkółce Wrightów, Allan L. Welch. Do kolejnego śmiertelnego wypadku w College Park doszło 18 września, zginął wówczas kolega szkolny Arnolda, ppor. Lewis Rockwell.
W październiku Arnold i Milling otrzymali polecenie wziąć udział w tzw. Zawodach o Nagrodę Mackaya, gdzie przyznawano nagrodę za „wyróżniający się lot wojskowy roku”. Arnold wygrał namierzając szwadron kawalerii w terenie i bezpiecznie wracając do bazy mimo silnych turbulencji. Po tym osiągnięciu on i Milling zostali wysłani do Fort Riley w Kansas, by prowadzić doświadczenia z kierowaniem z powietrza ogniem artylerii polowej. 5 listopada jego samolot wpadł w korkociąg i tylko dzięki przytomności umysłu Arnold uniknął śmiertelnego wypadku. W tej sytuacji natychmiast zaprzestał latać i poprosił o bezterminowy urlop. Latanie w owych pionierskich czasach uważano za tak niebezpieczne, że wycofanie się zeń nie było traktowane jako dyshonor. Prośba Arnolda została przyjęta (14 dalszych pilotów odeszło w roku 1913). Będąc na urlopie odnowił znajomość z Eleanor „Bee” Pool, córką bankiera i pacjentką ojca Arnolda.
1 grudnia Arnold podjął pracę w Biurze Korpusu Łączności w Waszyngtonie. z zadaniem zamknięcia szkoły lotniczej w College Park. Mimo promocji na porucznika nie był zadowolony z pracy i prosił o przeniesienie na Filipiny. W sierpniu 1913 roku, gdy jego prośba została odrzucona ze względu na brak wolnych etatów, wrócił do piechoty.

### Ślub i powrót do lotnictwa
10 września 1913 roku poślubił Eleanor Pool. Gdy wrócił w styczniu 1914 roku na Filipiny został zakwaterowany obok por. George’a Catletta Marshalla, który stał się jego mentorem i dozgonnym przyjacielem. Wkrótce po przybyciu do Manili Bee poroniła, ale 17 stycznia 1915 powiła ich pierwsze dziecko, Lois Elizabeth. W styczniu 1916 Arnold został przeniesiony do 3. pp i odesłany do USA. Po drodze (na Hawajach) otrzymał telegram od mjr. Mitchella, którego poznał w roku 1912 w College Park i który był obecnie dowódcą lotnictwa. Mitchell oferował mu rangę kapitana, jeśli ochotniczo wróci do latania. 20 maja 1916 roku Arnold otrzymał (tymczasową) promocję na kapitana i zameldował się do służby na lotnisku Rockwell Field jako oficer zaopatrzeniowy Oddziału Lotniczego Korpusu Łączności US Army.
Poczynając od 18 października 1916 roku Arnold, zachęcany przez kolegów, zaczął ponownie latać starając się przełamać swój strach. Początkowo latał po 15 minut dziennie, ale 26 listopada odbył pierwszy samodzielny lot, a 16 grudnia rozpoczął akrobacje lotnicze. Nim jednak mógł zacząć latać zawodowo, wplątał się jako świadek – w kontrowersyjną sprawę. Wyższy oficer z Rockwell wyraził zgodę na lot z udziałem osoby nie posiadającej uprawnień pilota, skutkiem czego stracono samolot. Po złożeniu zeznań w tej sprawie Arnold został 29 stycznia 1917 roku przeniesiony do Panamy przez oficera, przeciwko któremu zeznawał. Stało się to w dzień po przyjściu na świat jego drugiego dziecka, Henry’ego H. Arnolda Juniora.

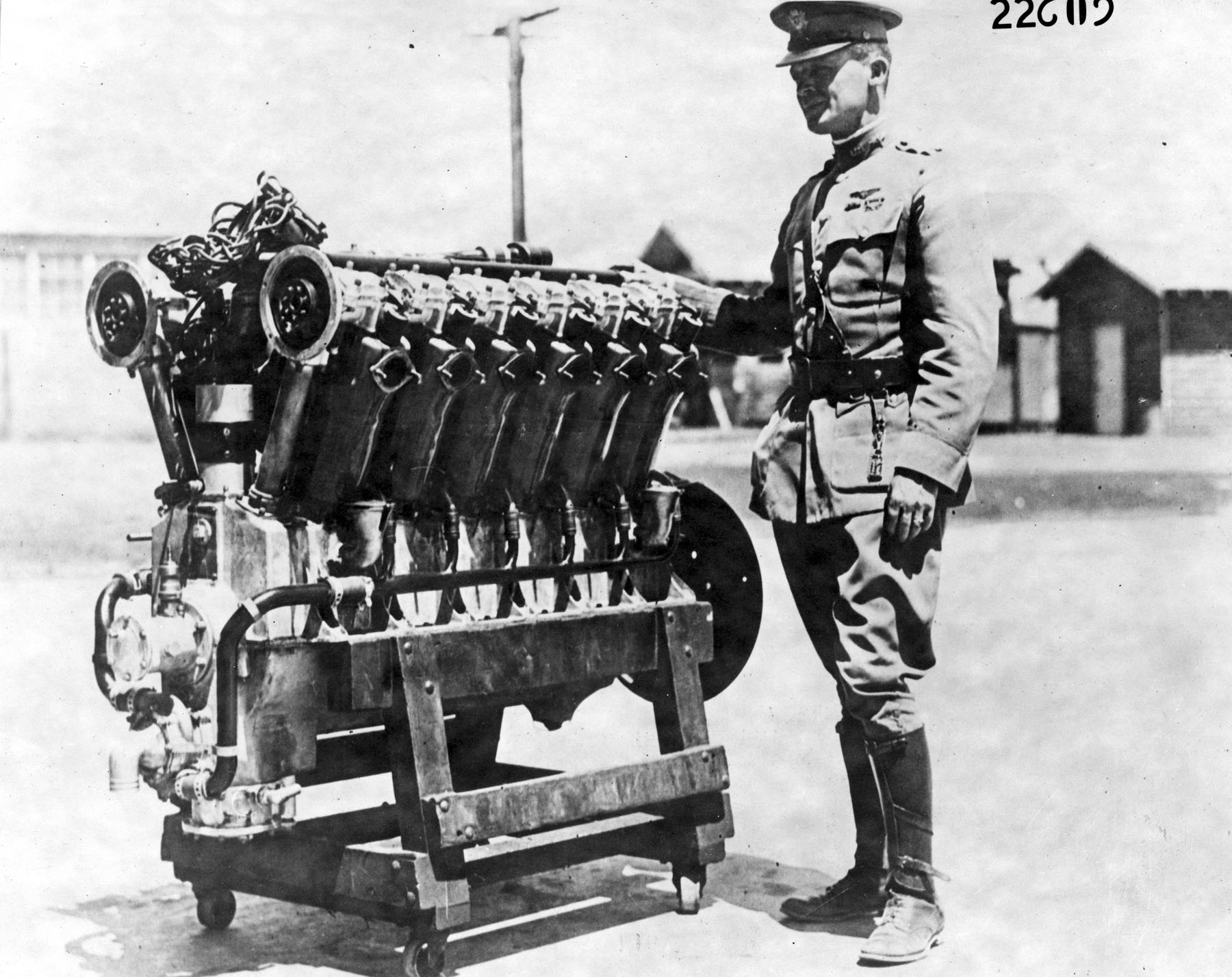
Major Henry Arnold z pierwszym silnikiem lotniczym typu Liberty L-12

Arnold otrzymał rozkaz znalezienia odpowiedniego miejsca pod budowę lotniska w strefie kanałowej, następnie wybudowania go i objęcia tamże dowództwa nad nowo powstałą 7. Eskadrą Lotniczą. W związku z tym, że władze wojskowe nie mogły dojść do porozumienia odnośnie do lokalizacji lotniska, Arnold został wezwany do Waszyngtonu celem złożenia wyjaśnień i był właśnie w drodze, gdy Stany Zjednoczone wypowiedziały wojnę Niemcom. Arnold poprosił o skierowanie na front do Francji, ale zgody nie otrzymał, bowiem Wydział Awiacji US Army potrzebował wykwalifikowanych oficerów do prac sztabowych. 27 czerwca otrzymał nominację na szefa wydziału informacji, z tymczasowym awansem na majora.
5 sierpnia ponownie został awansowany i stał się tym samym najmłodszym pułkownikiem w Armii. Cały następny rok spędził próbując – przy oporze oficerów Sztabu Generalnego Armii – zdobyć większe fundusze na lotnictwo. Mimo że jego próby zawiodły, Arnold zdobył sporą wiedzę na temat budowy samolotów, tworzenia szkół pilotażu, budowy lotnisk, jak również werbunku i szkolenia większej liczby personelu. Co więcej – nabrał doświadczenia w politycznych bojach w kręgach władzy w Waszyngtonie, co miało mu się przydać w ćwierć wieku później.
Trzecie dziecko Arnolda, William Bruce Arnold, urodziło się 17 lipca 1918 roku. Niedługo potem Arnoldowi udało się dostać przydział do Francji w charakterze doradcy generała Johna Pershinga. Na statku w drodze do Francji w październiku nabawił się grypy i trafił do szpitala w Anglii. Do Francji dotarł tuż przed kończącym wojnę Armistycjum (11 listopada).

## Pomiędzy wojnami

### W kręgu Billy’ego Mitchella
I wojna światowa przyczyniła się do zdecydowanego rozwoju lotnictwa, utworzenia Narodowego Komitetu Doradczego Aeronautyki i oddzielenia sił lotniczych od Korpusu Łączności, co nastąpiło zresztą wcześniej, bo 14 maja 1918 roku. Jednak powojennym dowódcą lotnictwa został gen-mjr Charles T. Menoher, dowódca 42. dywizji piechoty (ang. Rainbow Infantry Division) we Francji. Jego następcą był kolejny nie-lotnik, gen-mjr Mason Patrick z Korpusu Wojsk Inżynieryjnych, którego gen. Pershing mianował przejściowo dowódcą lotnictwa AEF.
Arnold został ponownie wezwany do Rockwell 21 grudnia 1918 roku, by przeprowadzić demobilizację 8000 lotników, personelu naziemnego i pozostałych po wojnie samolotów. Wykonując te zadania nawiązał bliskie kontakty z dwoma przydzielonymi mu oficerami: kapitanem Spaatzem i jego adiutantem, ppor. Eakerem, wspierając jednocześnie kontrowersyjne dla większości sztabowców działania gen-bryg Billy’ego Mitchella. 30 czerwca 1920 roku został awansowany na stały stopień kapitana, a następnego dnia majora.
W sierpniu 1924 roku Arnold został niespodziewanie skierowany na kurs w Army Industrial College. Po ukończeniu nauki został mianowany w styczniu 1925 roku szefem informacji o siłach powietrznych i blisko związany z gen. Mitchellem. Kiedy Mitchell został oskarżony o niesubordynację i postawiony przed sądem wojskowym, Arnold, Spaatz i Eaker zostali ostrzeżeni, że ich kariery będą zagrożone jeżeli wesprą generała, jednakże wszyscy trzej zeznawali na jego korzyść. W lutym 1926 postawiono Arnolda przed wyborem: rezygnacja i odejście z armii, lub proces przed sądem wojskowym. Będąc niewinnym Arnold wybrał to drugie, po czym Armia uznała, że nie chce się ponownie ośmieszyć i zamiast sądu skierowała majora Arnolda, jako dowódcę 16. Dywizjonu Obserwacyjnego do Fort Riley w stanie Kansas – posterunku kawaleryjskiego całkowicie nie związanego z lotnictwem.
Arnold udał się na „wygnanie” i w maju 1927 uczestniczył w grze wojennej w Teksasie, gdzie spotkał gen-mjr. Jamesa E. Fecheta, który zastąpił Patricka jako dowódca formacji, obecnie nazywanej Korpusem Powietrznym US Army.

### Awans na szefa korpusu
Generał Fechet interweniował u szefa sztabu Armii, generała Charlesa Summeralla, domagając się powrotu Arnolda i skierowania go do Szkoły Dowodzenia Sztabu Generalnego Armii w Fort Leavenworth. Roczny kurs był dla Arnolda wyjątkowo nieprzyjemny z powodu doktrynalnych sporów z komendantem szkoły, ale ukończył naukę w czerwcu 1929 roku otrzymując najwyższe notowania, po czym został mianowany dowódcą Bazy Sił Powietrznych Fairfield w Ohio. W roku 1930 otrzymał również stanowisko dowódcy Bazy Zaopatrzeniowej Sił Powietrznych oraz awans do stopnia podpułkownika (1 lutego 1931).
27 listopada tegoż roku objął dowództwo bazy March Field w Kalifornii. Ten przydział miał na celu uczynienie z tej bazy swoistej wizytówki Korpusu Sił Powietrznych, co wymagało naprawienia trudnych stosunków z mieszkańcami Riverside. Arnold dokonał tego nakłaniając podległych sobie oficerów do uczestnictwa w działalności różnych lokalnych organizacji społecznych i przeprowadzając serię akcji pomocowych, co było mocno nagłaśniane przez media. Lotnicy z March Field dokonywali na polecenie Arnolda zrzutów z pomocą żywnościową podczas wyjątkowo ostrej zimy 1932/33, szli na ratunek ofiarom trzęsienia ziemi w Long Beach (10 marca 1933) i założyli obóz dla 3000 chłopców z Civilian Conservation Corps. We wrześniu 1933 roku Arnold wyznaczył część obszaru Rogers Dry Lake na północ od Los Angeles jako poligon dla dywizjonów z March Field. Dziś miejsce to nosi nazwę Edwards Air Force Base.

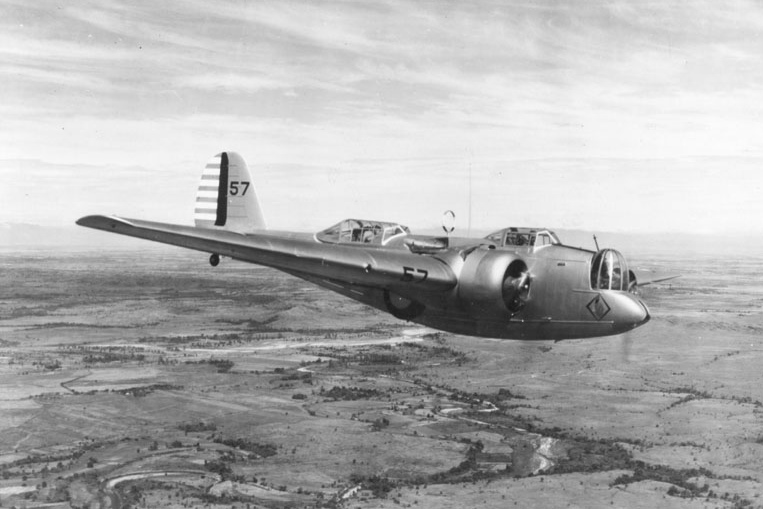
Samolot bombowy Martin B-10 w locie

W roku 1934 Arnold został nagrodzony za lot okrężny dziesięciu nowych bombowców B-10 na trasie 13 340 km z Waszyngtonu do Fairbanks (Alaska) i z powrotem . Jego prośby o uhonorowanie również pozostałych uczestników lotu zostały zignorowane przez szefa sztabu Armii, co nadwerężyło reputację Arnolda wśród części jego podkomendnych.
9 marca 1935 roku utworzono Główną Kwaterę Sił Powietrznych (GHQ), która miała objąć kontrolą wszystkie jednostki skupione w Army Air Corps. Pierwszy jej dowódca, gen-mjr Frank Andrews, wyznaczył Arnolda na komendanta 1. Skrzydła, z siedzibą w March Field, przy czym Arnold został awansowany do stopnia (tymczasowego) gen-bryg. w dniu 2 marca 1935 roku.
28 grudnia 1935 roku Arnold został wezwany do Waszyngtonu przez szefa sztabu armii, generała Malina Craiga i – mimo sprzeciwu – mianowany zastępcą szefa Air Corps, którym został gen-mjr Oscar Westover. W wyniku tej nominacji – zamiast dowodzić jednostkami operacyjnymi – Arnold miał zajmować się produkcją i zaopatrzeniem. Tymczasem Westover zginął w katastrofie lotniczej we wrześniu 1938 roku i w ten sposób Arnold został szefem Air Corps, z natychmiastowym awansem nas stopień generała-majora (22 września).
Jego pierwszym zadaniem na tym stanowisku była rozbudowa sił powietrznych, ze szczególnym uwzględnieniem budowy bombowca dalekiego zasięgu B-17 oraz wdrożenie koncepcji JATO. By zachęcić do współpracy firmy prywatne, przyznał specjalne fundusze Air Corps California Institute of Technology oraz Theodorowi von Karmanowi i jego Laboratorium Aeronautycznemu Guggenheima, co doprowadziło do powstania Scientific Advisory Group w roku 1944. Nawet Charles Lindbergh był przez krótki okres rzecznikiem Korpusu. Po roku 1940 Arnold zaczął pracować nad napędem odrzutowym, głównie po udostępnieniu przez Brytyjczyków planu samolotu turboodrzutowego Whittleja w roku 1941.

## II wojna światowa

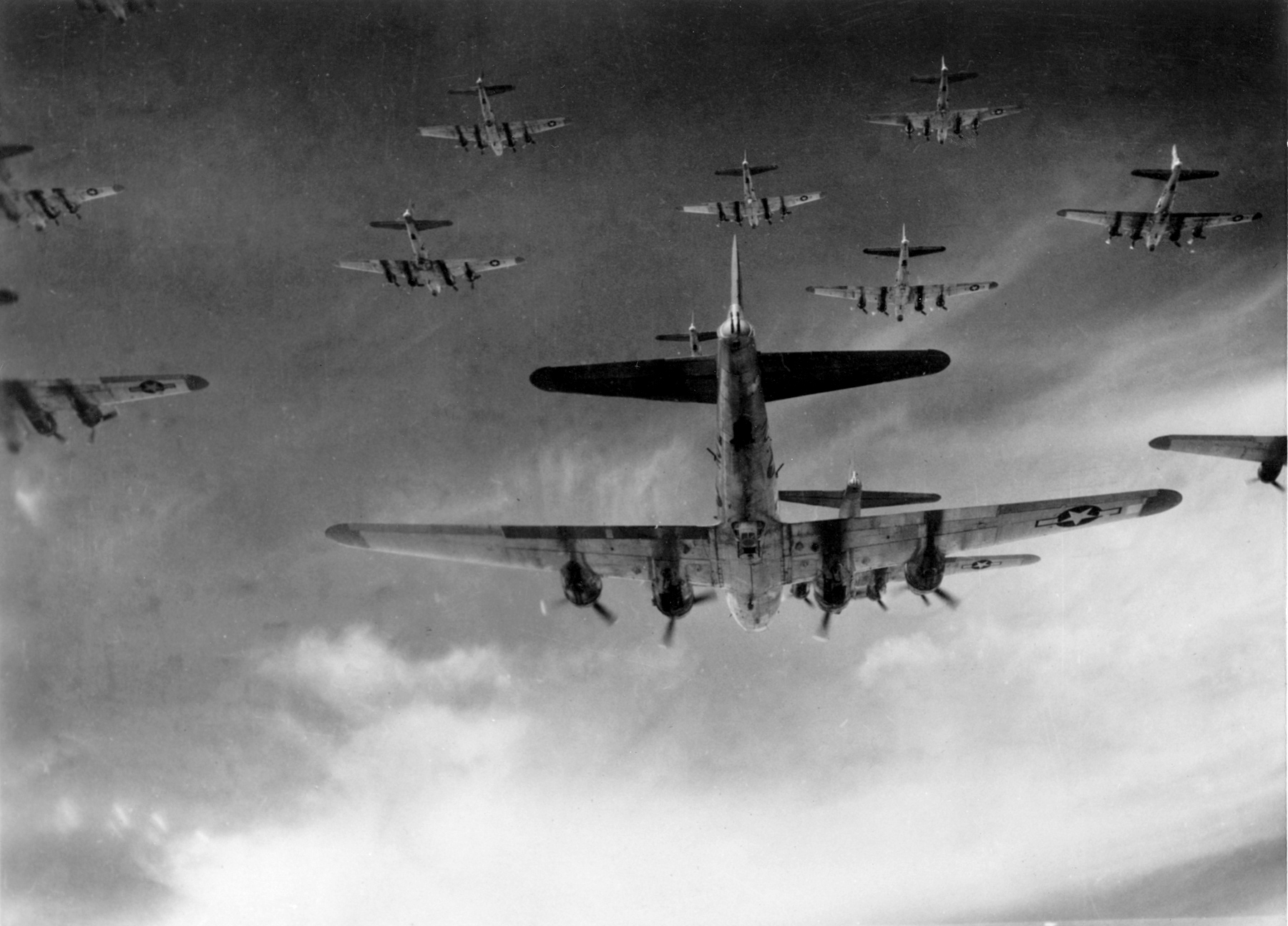
Formacja Latających Fortec B-17 nad Niemcami

### Reorganizacja, autonomia i plany strategiczne
W chwili, gdy stało się oczywiste, że Stany Zjednoczone przystąpią do wojny, na mocy armijnego rozkazu 95-5 utworzono 20 czerwca 1941 roku United States Army Air Forces (USAAF). Arnold został szefem nowej formacji, która otrzymała własny sztab i ograniczoną autonomię. Ustalono jednocześnie, że rozmowy o zrównaniu sił powietrznych (jako trzeciej broni) z wojskami lądowymi i marynarką wojenną zostaną odłożone do zakończenia wojny.
Pierwszym zadaniem, jakie dał Arnold swym sztabowcom było opracowanie zasad prowadzenia działań jednocześnie przeciwko Niemcom i Japonii, a także przygotowanie pryncypiów, składających się z obrony strategicznej wobec spodziewanych ataków japońskich i strategicznej ofensywy przeciw Niemcom, a następnie strategicznej ofensywy powietrznej przeciw Japonii, co miałoby poprzedzać operacje desantowe. Plan przewidywał również rozbudowę USAAF do 60 000 samolotów i ponad 2 milionów personelu. Miały powstać 24 grupy lotnicze (około 750 maszyn) ciężkich bombowców B-29 bazujących w Irlandii Płn. i Egipcie do użycia przeciwko Niemcom w razie upadku Wielkiej Brytanii, a jednocześnie ruszyć produkcja bombowców strategicznych Consolidated B-36 dla ewentualnego prowadzenia na Niemcy nalotów interkontynentalnych.
Wraz z wejściem Stanów Zjednoczonych do wojny Arnold, zwolennik bombardowań strategicznych, nadzorował tworzenie 8 Armii Powietrznej w Wielkiej Brytanii, przy czym jego celem było z jednej strony zakończenie kierowania bombowców armijnych do zwalczania okrętów podwodnych i na teatr pacyficzny, a jednocześnie pokrzyżować plany Brytyjczyków dążących do otrzymywania amerykańskich bombowców w charakterze uzupełnień dla Royal Air Force.
Na samym początku wojny (15 grudnia 1941) Arnold został awansowany do stopnia generała-porucznika, a 9 marca 1942 roku, Okólnikiem Nr. 58 Departamentu Wojny USAAF uzyskały pełną autonomię, całkowicie równą i odseparowaną od Sił Lądowych i służb zaopatrzeniowych. Stanowiska Szefa Korpusu i Dowództwo Bojowe zostały całkowicie zniesione, a Arnold został głównodowodzącym USAAF oraz członkiem Kolegium Połączonych Szefów Sztabów i Kombinowanego Szefostwa Sztabów alianckich.
W odpowiedzi na apel prezydenta Roosevelta Arnold powołał w sierpniu 1942 roku Air War Plans Division, a jednocześnie odrębnym dekretem wezwał do wybudowania 75 000 samolotów i powołania do służby w lotnictwie 2.7 miliona mężczyzn, do czego dodał 8000 szybowców i produkcję dalszych 8000 samolotów w celu przekazania aliantom. Dekret zmieniał dotychczasowe priorytety, przy czym zwiększył liczbę celów bombardowań z 23 do 177, wymieniając na pierwszym miejscu Luftwaffe i siły podwodne na drugim jako cele zniszczenia. On też zdecydował, że bombowce B-29 nie będą używane w Europie, lecz na Dalekim Wschodzie celem zniszczenia Japonii.

### Strategiczne bombardowania w Europie
Natychmiast po ataku na Pearl Harbor Arnold zaczął wprowadzać swe plany w życie. Główną siłą skierowaną przeciw nazistowskim Niemcom miała być 8 Armia Powietrzna, na czele której postawił generała Spaatza (jako głównodowodzącego) i generała Eaker jako dowódcę skrzydła bombardującego (Arnold i Eaker napisali wspólnie trzy książki o walkach w Europie). Innymi protegowanymi Arnolda, którzy w różnych okresach zajmowali kluczowe pozycje w siłach bombowań strategicznych, byli generałowie Frank A. Armstrong, Newton Longfellow, Haywood S. Hansell, Laurence S. Kuter, Laverne Saunders, Emmitt O’Donnell i Jimmy Doolittle.
Mimo prób ochrony swych bombowych sił strategicznych przed zakusami ze strony innych broni i Aliantów, Arnold został zmuszony do wydzielenia z Ósmej Armii znacznej liczby samolotów i personelu dla wsparcia operacji w Afryce Północnej, co okaleczyło „ósmą” niemal do stopnia unicestwienia w zarodku. Eaker (obecnie dowódca „ósmej”) przyjął, na podstawie doświadczenia nabytego w przedwojennej Szkole Taktycznej Korpusu, że dobrze uzbrojone przeciw nieprzyjacielskim myśliwcom samoloty bombowe są w stanie dotrzeć za dnia nad każdy cel na terytorium nieprzyjaciela, nawet bez osłony własnych myśliwców. Na początku roku 1943 zaczął domagać się dostarczenia większej ilości myśliwców (z dodatkowymi zbiornikami paliwa celem zwiększenia ich zasięgu), jak również poważnego zwiększenia niewielkiej jeszcze liczby bombowców. Eakero miał oponentów nie tylko wśród przeciwników dziennego bombardowania strategicznego, ale również wśród dowódców dywizjonów myśliwskich, którzy uważali, że dodatkowe zbiorniki paliwa zwiększą ryzyko ponoszone przez ich pilotów.
Ciężkie straty, poniesione latem i jesienią 1943 roku w czasie misji w głąb terytorium nieprzyjaciela, spowodowały zwielokrotnienie żądań Eakera. Arnold, pod naciskiem z góry i zniecierpliwiony brakiem efektów, zignorował żądania Eakera i obciążył dowódców dywizjonów bombowych winą rzekomego braku aktywności. Nastąpiło to w tym samym czasie, gdy generał Dwight Eisenhower zaczął organizować dowództwo przyszłej operacji Overlord; w rezultacie Arnold musiał przyjąć prośbę Eisenhowera o zastąpienie Eakera jego ulubionymi generałami – Spaatzem i Doolittlem. Jak na ironię wiele żądań Eakera – więcej bombowców, dodatkowe zbiorniki, czy myśliwce dalekiego zasięgu P-51 – zostało teraz spełnionych i „ósma” stała się decydującą siłą w osiągnięciu zwycięstwa w wojnie z Niemcami.

### Operacje B-29 przeciw Japonii

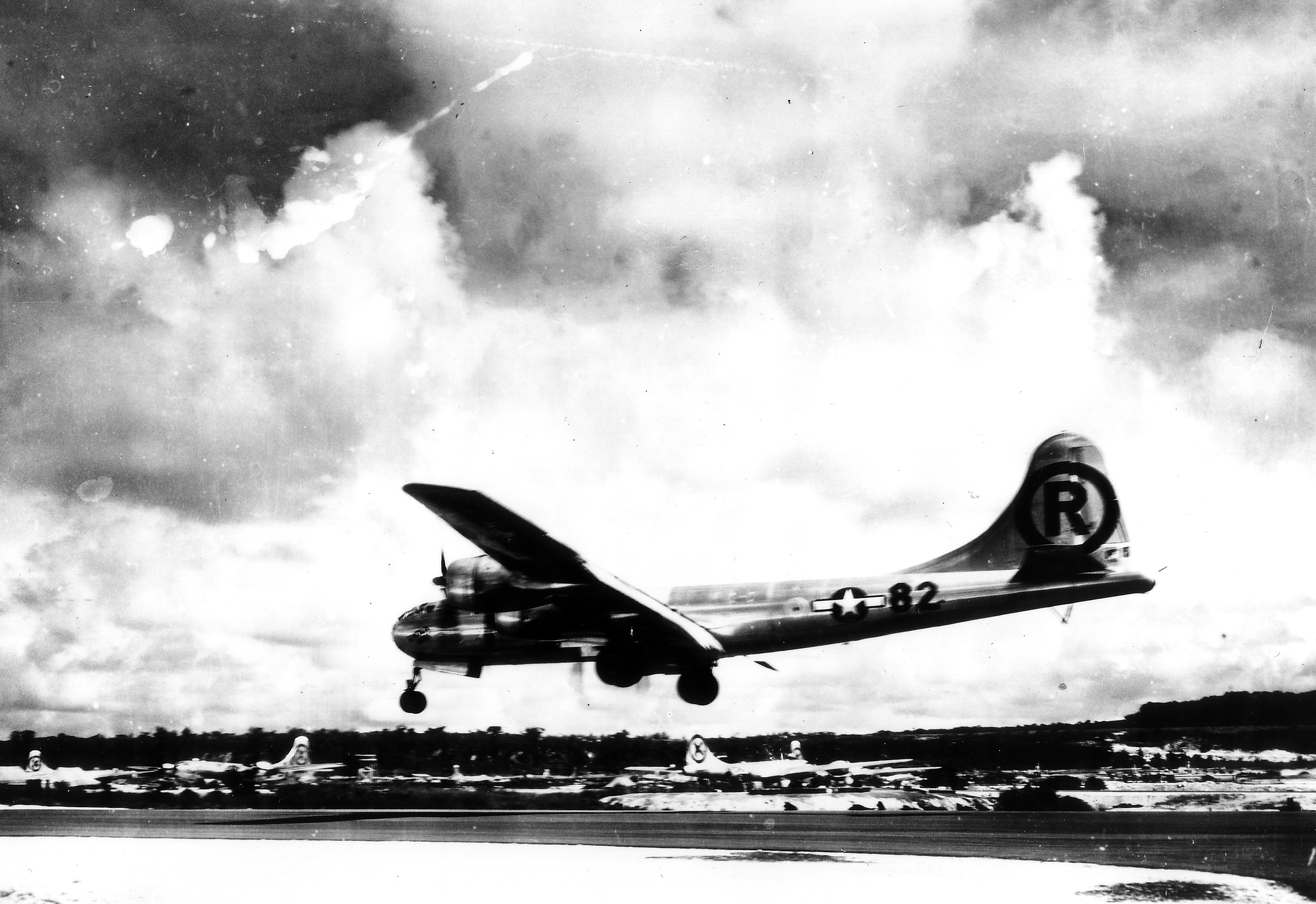
B-29 „Enola Gay” wraca na Tinian po zrzuceniu bomby atomowej na Hiroszimę

Po rozwiązaniu kryzysu związanego ze strategicznymi bombardowaniami w Europie, Arnold zajął się przygotowaniem „superfortec” B-29 do zmasowanego ataku przeciw Japonii. Program budowy B-29 natrafiał na podobne problemy jak B-17, co spadało na Arnold w postaci fali krytycznych artykułów w prasie i niechętnych uwag ze strony dowódców. Tymczasem B-29 był kluczowym elementem priorytetów strategicznych AAF w sytuacji, gdy nie istniał jeszcze samolot o zasięgu pozwalającym bombardować Japonię z terenu Stanów Zjednoczonych. Ostatecznie powstała w lutym roku 1944 20. Armia Powietrzna (dalej 20. AP) rozpoczęła 1 czerwca operację Matterhorn z terytorium południowych Chin.
W związku z niewywiązywaniem się przez zakłady produkcyjne z terminów, Arnold udał się w marcu osobiście do Kansas. W ciągu trzech dni zwizytował trzy zakłady, dostrzegając braki w zaopatrzeniu i błędy w procesach produkcyjnych. Natychmiast nakazał towarzyszącemu mu generałowi Bennettowi Meyersowi, by zajął się nadzorowaniem prac. Meyers wywiązał się z zadania mimo problemów technicznych i pogodowych (wyjątkowa ciężka zima) i spodziewana ilość bombowców była gotowa do przerzucenia do Indii, a następnie do Chin 9 kwietnia.
Jednak problemy techniczne B-29 nie zostały do końca rozwiązane, a misje bojowe ujawniły wiele dalszych. W rezultacie operacje przeciwko celom w Japonii i Azji Południowo-Wschodniej, rozpoczęte w czerwcu 1944 roku, przyniosły znacznie mniej pozytywnych wyników niż się spodziewano. Jak zwykle niecierpliwy Arnold zwolnił dowódcę 20. AP w Chinach, gen. Wolfe’a, powołując w jego miejsce gen. Curtisa LeMaya. W listopadzie, po zdobyciu i oczyszczeniu Marianów, zaczęła działać 21. AP, na której czele stanął gen. Haywood S. Hansell, jeden z reżyserów poprzednich sukcesów w Europie, ale i on napotkał wiele problemów, jak Wolfe i LeMay. Po dwóchy miesiącach nikłych rezultatów i wobec jego sprzeciwu odnośnie do zrzucania bomb zapalających na cele cywilne – co preferowali Arnold i jego szef sztabu gen. Norstad, on również został usunięty. Arnold zakończył operacje prowadzone z terytorium Chin, zgromadził wszystkie B-29 na Marianach, a Hansella zastąpił w lutym 1945 roku LeMayem.
Arnold mianował sam siebie dowódcą 20. AP, bowiem po negatywnych doświadczeniach z bombardowaniem najpierw Niemiec, a następnie Japonii, uważał, że musi wszędzie interweniować osobiście. Był krytykowany przez dowódców tej miary co Douglas MacArthur, czy Chester Nimitz, którzy chcieli używać B-29 do operacji taktycznych, czemu Arnold przeciwstawiał się, forsując plan bombardowań strategicznych. Zdołał przekonać zarówno szefa sztabu US Army gen. George’a Marshalla, jak i szefa operacji morskich, adm. Ernesta Kinga, że 20. AP to jednostka jedyna w swoim rodzaju, podległa jedynie szefostwu połączonych sztabów, przed którym tylko on jest odpowiedzialny.

## Kłopoty zdrowotne i koniec kariery
Pomiędzy rokiem 1943 a 1945 Arnold miał cztery zawały serca na tyle poważne, że wymagające hospitalizacji. Będąc z natury człowiekiem niecierpliwym Arnold uważał, że w każdej sytuacji kryzysowej konieczna jest jego obecność, w związku z czym odbywał nieustannie długie podróże w czasie wojny, zawsze będąc w stresie i przyspieszając tym samym rozwój choroby wieńcowej. Mniej istotnym, ale ważnym czynnikiem była trudność z prowadzeniem wyważonej polityki między poszczególnymi broniami, zwłaszcza w przypadku US Navy, której szefostwo notorycznie odmawiało uznania go za szefa sztabu.
Pierwszy atak serca miał miejsce 28 lutego 1943 roku, tuż po powrocie z długiej i wyczerpującej podróży do Casablanki i do Chin. Był hospitalizowany w Szpitalu wojskowym Walter Reed przez kilka dni, po czym udał się na kilkutygodniowy odpoczynek w hotelu „Coral Gables Biltmore” na Florydzie, który na tę okazję został zamieniony w sanatorium. Zgodnie z przepisami armijnymi winien odejść czasowo z armii, ale prezydent Roosevelt unieważnił ten wymóg w kwietniu, gdy Arnold dowiódł, że wraca do zdrowia, ale pod warunkiem, że prezydent będzie otrzymywał co miesiąc raport o stanie zdrowia generała.
Drugi atak miał miejsce zaledwie miesiąc później, 10 maja, a rezultatem był 10-dniowy pobyt w Walter Reed. Trzeci atak, mniej niebezpieczny od dwóch poprzednich, zdarzył się dokładnie w rok później, 10 maja 1944 roku, na co miały wpływ problemy techniczne bombowców B-29. Arnold wziął wówczas miesięczny urlop i wrócił do służby 7 czerwca udając się na konferencję do Londynu 7 lipca 1944 roku.
Jego ostatni atak serca w czasie wojny miał miejsce 17 stycznia 1945 roku, w kilka dni po zmianie na stanowisku dowódcy 20. AP (Hansella na LeMaya). Arnold przez trzy dni nie zjawiał się w swoim biurze, ale odmówił przyjęcia naczelnego lekarza Korpusu. Lekarz (w stopniu generała) i osobisty przyjaciel Arnolda, zmusił go jednak do udania się do szpitala Coral Gables, gdzie spędził dziewięć dni pod obserwacją.
Arnold pozostał w służbie, ale z zastrzeżeniem, iż będzie wykonywał tylko drobne obowiązki. W ich ramach znalazła się podróż inspekcyjna po europejskich bazach lotniczych. Tam, podczas wizytacji 456. Skrzydła we Włoszech, dowiedział się o bezwarunkowej kapitulacji Niemiec 7 maja.
Wcześniej, bo 19 marca 1943 roku został awansowany do stopnia generała, zaś 21 grudnia 1944 generała armii, przez co stał się czwartym na liście najwyższych dowódców Sił Zbrojnych Stanów Zjednoczonych.
W roku 1945 założył Projekt RAND, który później przekształcił się w niedochodowy zespół ekspertów RAND Corporation, z kapitałem zakładowym w wysokości 10 mln USD.
W styczniu 1946 roku, podczas podróży po Ameryce Południowej, doznał zaburzeń rytmu serca na tyle poważnych, iż musiał przerwać podróż i odejść 28 lutego z Air Force (oficjalna data przejścia na emeryturę – 30 czerwca 1946). Zastąpił go generał Carl Spaatz, który został pierwszym szefem sztabu United States Air Force, która oddzieliła się od US Army 18 września 1947 roku.
Arnold osiadł na 40-akrowym (ok. 162 tys. m²) ranczo w pobliżu miejscowości Sonoma w Kalifornii i zawarł kontrakt z wydawnictwem „Harper & Brothers” na publikację swoich wspomnień. Nie posiadając takiego majątku jak gen. George S. Patton, najbogatszy oficer US Army, ani takich możliwości jak jego zdrowi koledzy, którzy przeszli na inne stanowiska (np. gen. George Marshall został powołany na stanowisko sekretarza stanu przez prezydenta Harry’ego Trumana), Arnold nie miał innych środków utrzymania poza rentą wojskową, a następnie poborami (kiedy został awansowany na stopień General of the Air Force).
Jego autobiografia pozwoliła na finansowe zabezpieczenie przyszłości żony po jego śmierci. W trakcie pisania wspomnień doznał, w styczniu 1948 roku, piątego ciężkiego zawału serca, w wyniku czego spędził 3 miesiące w szpitalu. Udało mu się jednak ukończyć książkę, którą zatytułował „Global Mission”.
7 maja 1949 roku Arnold został uhonorowany stopniem pierwszego – i jak do tej pory jedynego – generała sił powietrznych. Był także jedynym Amerykaninem, jaki otrzymał pięć generalskich gwiazdek w dwóch broniach jednocześnie. Zmarł 15 stycznia 1950 roku we własnym domu. Został pochowany z honorami w kwaterze 34 Arlington National Cemetery.

## Służba

### Daty awansów[2]
| „USMA” COA      | kadet, United States Military Academy w West Point w stanie Nowy Jork, 1903                      |
| Bez oznakowania | 2nd lieutnant, Piechota, US Army, 14 czerwca 1907                                                |
| Bez oznakowania | 1st lieutnant, Korpus Łączności, US Army, 21 kwietnia 1911                                       |
|                 | 1st lieutnant, Korpus Łączności, US Army, 10 kwietnia 1913                                       |
|                 | 1st lieutnant piechota, US Army, sierpień 1913                                                   |
|                 | Captain (tymczasowo), Sekcja Lotnicza Korpusu Łączności, US Army, 20 maja 1916                   |
|                 | Major (tymczasowo), Armia Narodowa USA, 27 czerwca 1917                                          |
|                 | Colonel (tymczasowo), Korpus Łączności, Armia Narodowa USA, 5 sierpnia 1917                      |
|                 | Captain (stopień stały), Armia Regularna, 30 czerwca 1920                                        |
|                 | Major (stopień stały), Armia Regularna, 1 lipca 1920                                             |
|                 | Lieutnant colonel, Armia Regularna, 1 lutego 1931                                                |
|                 | Brigadier general (tymczasowo), United States Army Air Corps (USAAC), Armia Regularna, luty 1935 |
|                 | Major general, United States Army Air Corps, Armia Regularna, 22 września 1938                   |
|                 | Major general, United States Army Air Forces (USAAF), US Army, 20 czerwcas 1941                  |
|                 | Lieutnant general, United States Army Air Forces, Army of the United States, 15 grudnia 1941     |
|                 | General, United States Army Air Forces, Army of the United States, 19 marca 1943                 |
|                 | General of the Army, general of the Air Force, 21 grudnia 1944                                   |
|                 | Odejście z czynnej służby 30 czerwca 1946                                                        |
|                 | General of the Air Force, 7 maja 1949.                                                           |

### Odznaczenia
- Command Pilot Wings badge
- Military Aviator badge
- Distinguished Service Medal (październik 1942, wrzesień 1945, październik 1945)
- Legia Zasługi (Legion of Merit)
- Distinguished Flying Cross (listopad 1936)
- Air Medal
- World War I Victory Medal
- World War II Victory Medal
- American Defense Service Medal
- American Campaign Medal
- Asiatic-Pacific Campaign Medal
- European-African-Middle Eastern Campaign Medal
- Krzyż Wielki Orderu Krzyża Południa (Ordem de Cruzeiro do Sul Brazylia)
- Krzyż Wielki Orseru Legii Honorowej (Légion d’honneur, Francja)
- Krzyż Zasługi Wojskowej I klasy (Gwatemala)
- Wielka Wstęga Orderu Alawitów (Maroko)
- Łańcuch Orderu Orła Azteckiego (Meksyk)
- Krzyż Komandorski Orderu Słońca Peru (Peru)
- Krzyż Wielki Orderu Łaźni (Order of the Bath Grand Cross Wielka Brytania)